# Ancien siège du journal Le Peuple
L'ancien siège du journal Le Peuple est un bâtiment de style Art nouveau édifié par l'architecte Richard Pringiers pour abriter le siège du quotidien socialiste Le Peuple à Bruxelles, en Belgique.

## Localisation
L'ancien siège du journal Le Peuple se dresse au centre-ville, aux numéros 33-35 de la rue des Sables, en face des Anciens magasins Waucquez, chef-d'œuvre Art nouveau de l'architecte Victor Horta qui abrite aujourd'hui le Centre belge de la bande dessinée.

## Historique
Le quotidien socialiste Le Peuple est fondé en 1885 et s'installe aux numéros 33-35 de la rue des Sables en 1895, dans un quartier connu comme étant celui des imprimeurs,.
Le bâtiment d'inspiration Art nouveau est édifié en 1905 par l'architecte Richard Pringiers pour la coopérative « La Presse socialiste » fondée en 1892.
Pringiers réalise en 1923 une extension vers la rue Saint-Laurent, qui sera remplacée par l'imprimerie de style moderniste réalisée en 1931 par Fernand Brunfaut.
Les bâtiments sont progressivement abandonnés dès 1978 et la parution du journal cesse en 1979.
L'édifice n'est pas classé et abrite maintenant un musée consacré à l'auteur de bande dessinée Marc Sleen.

## Architecture
L'édifice présente cinq travées de quatre niveaux, plus un attique.
Le rez-de-chaussée est couvert d'un parement de céramique noire, dû à une transformation réalisée par Fernand Brunfaut en 1931. Protégé par un auvent, le porche est couvert de céramique orange et intègre trois portes, surmontées des inscriptions « ABONNEMENTS », « PUBLICITE » et « PHOTOGRAVURE ».
Aux étages, la façade est réalisée entièement en pierre bleue, à l'exception des allèges du premier et du troisième étage, parées de briques rouges et mises chacune en évidence par un larmier ondulé.
Les travées médianes sont occupées à chaque étage par un triplet de baies avec, au deuxième étage, un balcon dont le garde-corps en fer forgé de style Art nouveau géométrique porte des panneaux affichant « LA PRESSE SOCIALISTE COOPERATIVE ».